# Hudong-Zhonghua Shipbuilding
Hudong-Zhonghua Shipbuilding est une filiale de la China State Shipbuilding Corporation, le plus grand groupe de construction navale en Chine et le deuxième plus grand dans le monde. Il est créé en 2001. Son siège social est situé à Shanghai.

## En Europe
Le groupe Hudong-Zhonghua Shipbuilding, numéro un chinois de la construction navale, emploie 1 500 personnes dans le chantier naval fluvial qu'il a racheté à Děčín, République tchèque.

## Production
- Classe C28A